# Јунак мог детињства (мини-серија)
„Јунак мог детињства” је југословенска телевизијска серија снимљена 1973. године у продукцији Телевизије Београд.

## Улоге
| Глумац            | Улога |
| ----------------- | ----- |
| Љубомир Ћипранић  |       |
| Слободан Ђурић    |       |
| Светислав Гонцић  | Дете  |
| Татјана Лукјанова |       |
| Љиљана Шљапић     |       |
| Јелена Жигон      |       |
| Велимир Животић   |       |

Комплетна ТВ екипа  ▼
| Редитељ              | Вера Белогрлић              |             |
| Редитељ              | Милан Јелић                 |             |
| Редитељ              | Соја Јовановић              |             |
| Редитељ              | Небојша Комадина            |             |
| Редитељ              | Владимир Манојловић         |             |
| Редитељ              | Арса Милошевић              |             |
| Редитељ              | Владимир Момчиловић         |             |
| Редитељ              | Слободан Новаковић          |             |
| Редитељ              | Никола Рајић                |             |
| Редитељ              | Љубивоје Ршумовић           |             |
| Сценариста           | Владимир Андрић             |             |
| Сценариста           | Милан Јелић                 |             |
| Сценариста           | Драгана Јовановић Абрамовић |             |
| Сценариста           | Владимир Манојловић         |             |
| Сценариста           | Гордан Михић                |             |
| Сценариста           | Слободан Новаковић          |             |
| Сценариста           | Љубивоје Ршумовић           |             |
| Сценариста           | Милан Шећеровић             |             |
| Сценариста           | Миодраг Станисављевић       |             |
| Сценариста           | Зоран Станојевић            |             |
| Композитор           | Бранислава Предић           |             |
| Директор фотографије | Ненад Јовичић               |             |
| Mонтажер             | Радмила Николић             |             |
| Одсек за звук        | Драган Гроздановић          | тон мајстор |